# Hessepoelbeek
De Hessepoelbeek ontspringt in Waarloos in de gemeente Kontich.
Ter hoogte van de Beekboshoek verlaat ze de gemeente richting Duffel en verandert haar naam in Wouwendonkskebeek. Ter hoogte van de wijk Veleplas is ze overwelfd.
Ze watert af in de Nete in de gemeente Duffel.